# Apse Heath
Apse Heath – osada w Anglii, na wyspie Wight. Leży 9 km na południowy wschód od miasta Newport i 122 km na południowy zachód od Londynu.